# Encapoeirado
Encapoeirado é um distrito do município brasileiro de Apiaí, no interior do estado de São Paulo, mas que ainda não está cadastrado na Divisão Territorial Brasileira do IBGE por não possuir uma representação cartográfica encaminhada à instituição pelo poder público municipal.

## História

### Formação administrativa
- Lei Ordinária nº 144 de 17/05/2007 - Cria o Distrito de Encapoeirado, neste Município de Apiaí, com território desmembrado do Distrito Sede de Apiaí[4].

## Geografia

### Demografia

#### População
Até o Censo 2010 (IBGE) a atual sede do distrito não tinha seu perímetro delimitado pelo IBGE, com esta apenas fazendo parte de setores rurais. Assim a população rural do seu entorno, incluindo a da sede do distrito, era de 940 habitantes.

### Rodovias
O principal acesso do distrito é a estrada vicinal Apiaí-Encapoeirado.

## Serviços públicos

### Registro civil
Feito na sede do município, pois o distrito não possui Cartório de Registro Civil das Pessoas Naturais.

### Saneamento
O serviço de abastecimento de água é feito pela Companhia de Saneamento Básico do Estado de São Paulo (SABESP).

### Energia
A responsável pelo abastecimento de energia elétrica é a Neoenergia Elektro, antiga CESP.

## Religião
O Cristianismo se faz presente no distrito da seguinte forma:

### Igreja Católica
- A igreja faz parte da Diocese de Itapeva[14].

### Igrejas Evangélicas
- Congregação Cristã no Brasil[15].